# هاينز ماك
هاينز ماك (بالألمانية: Heinz Mack)‏ هو رسام ألماني، ولد في 8 مارس 1931 في لولار في ألمانيا.

## معرض صور

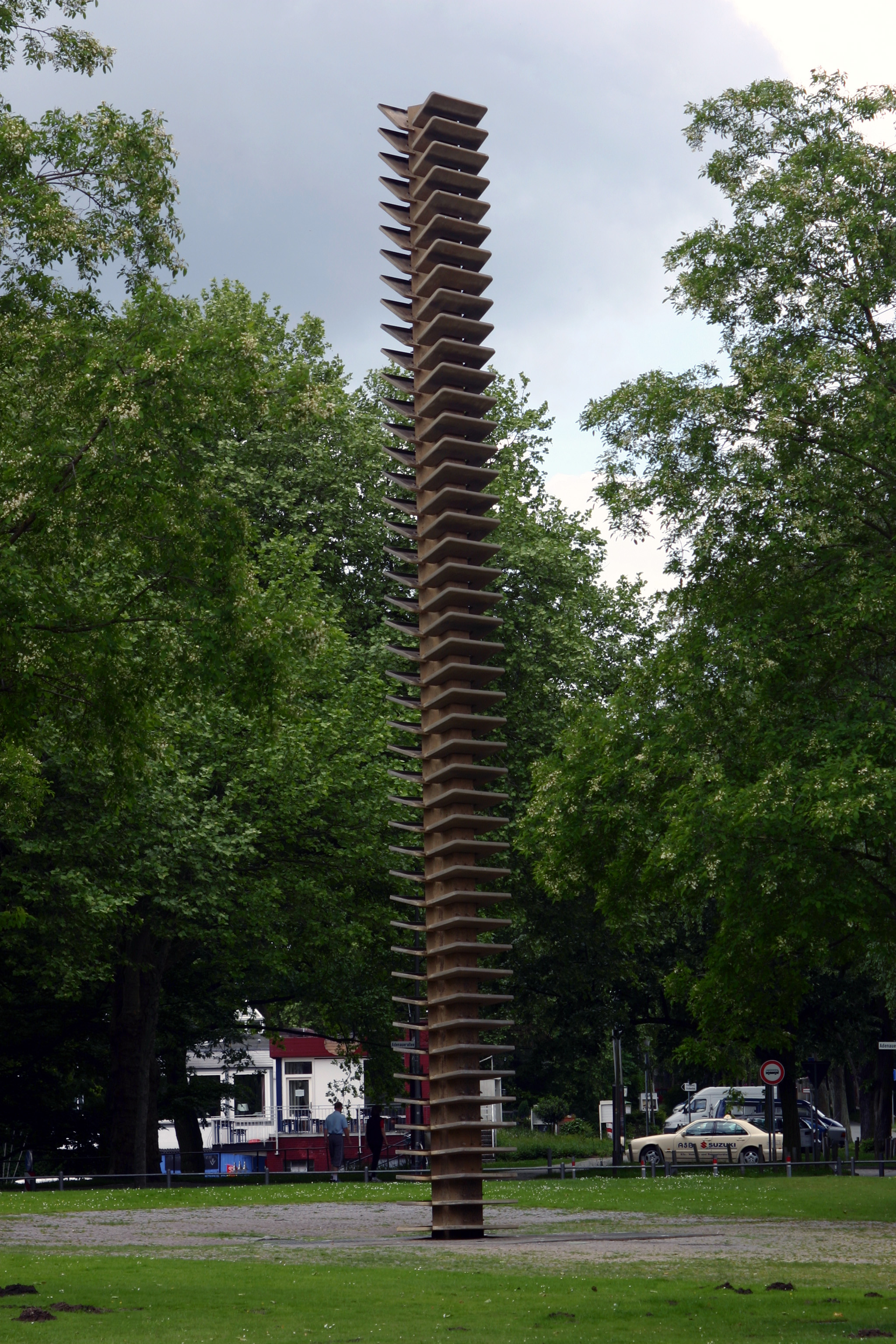
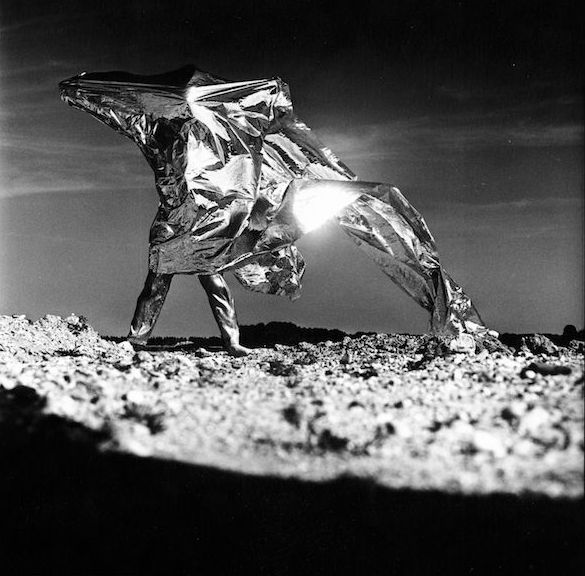
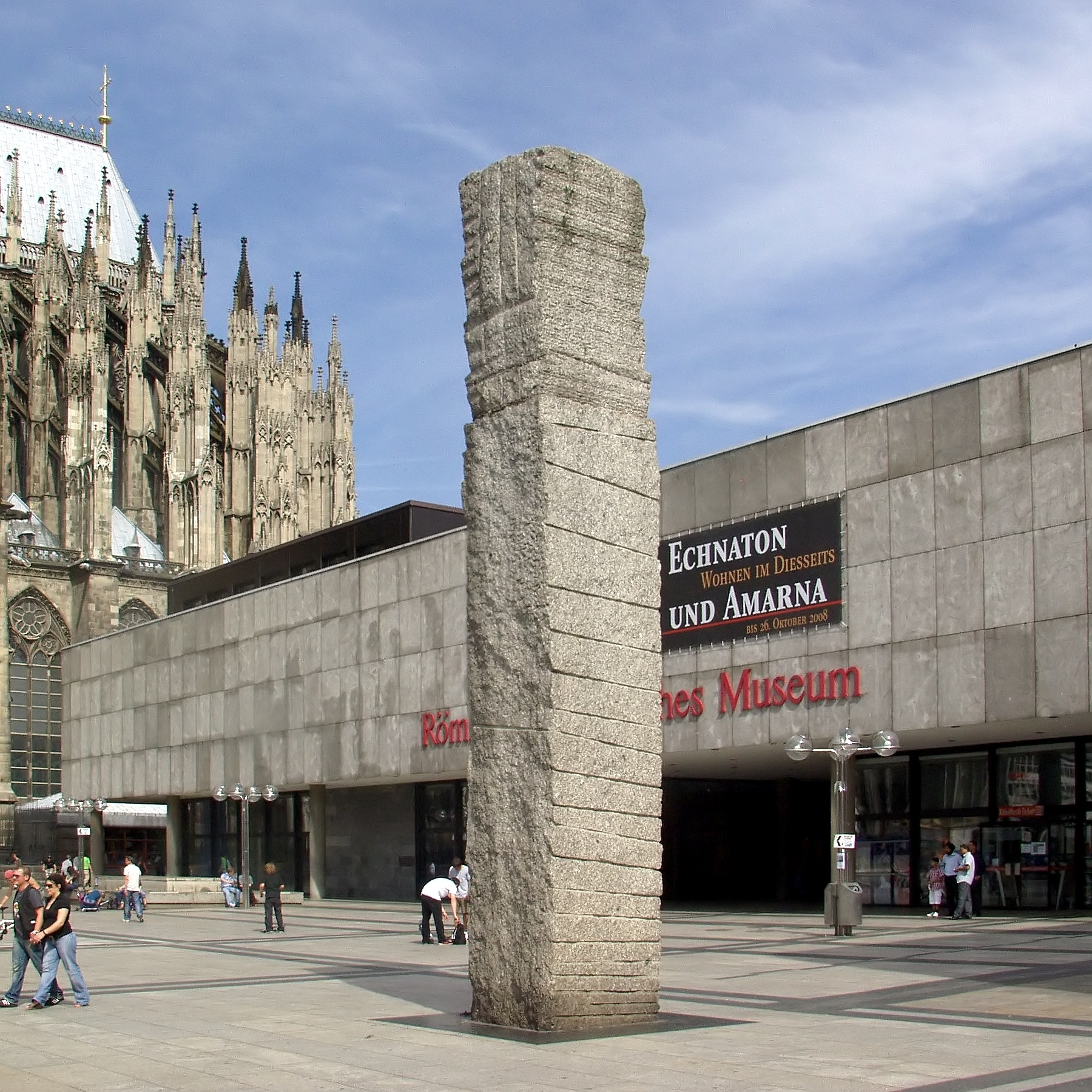
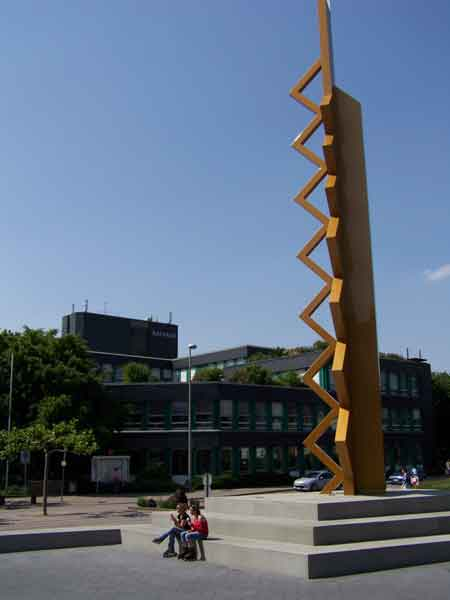
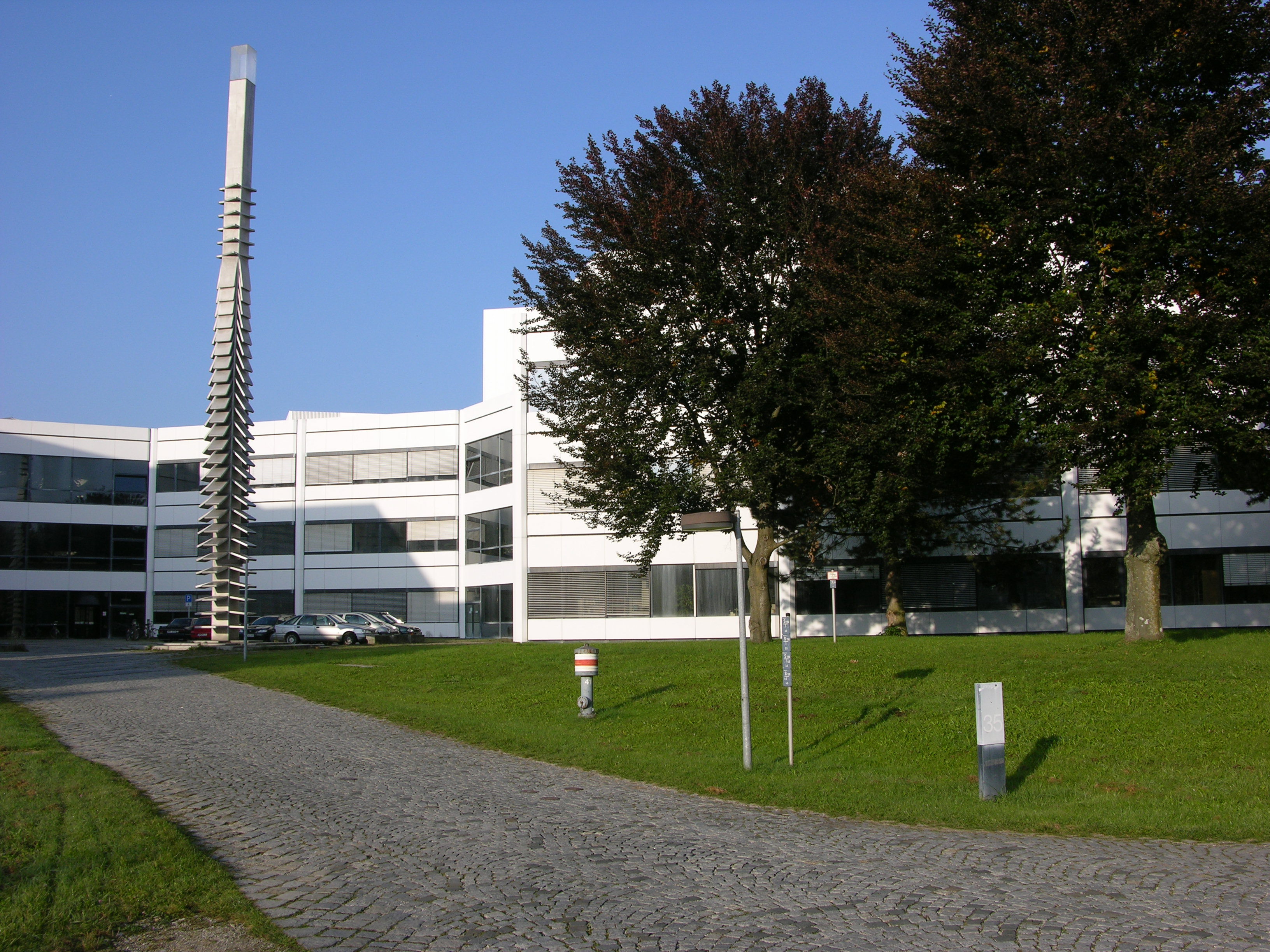

## وصلات خارجية
- هاينز ماك على موقع مونزينجر (الألمانية)